# معادله فوکر–پلانک

جواب معادلهٔ فوکر-پلانک در یک بعد، با در نظرگرفتن جمله‌های پیش‌ران (drift) و واپخش.
در تصویر بالا شرایط اولیه برای توزیع سرعت ذره یک تابع دلتای دیراک است که روی سرعت غیرصفر قرار گرفته است.
در طول زمان توزیع سرعت ذره پهن می‌شود و به سمت سرعت صفر حرکت می‌کند.

معادلهٔ فوکر-پلانک در مکانیک آماری یک معادله دیفرانسیل با مشتقات پاره‌ای است که تکامل زمانی تابع چگالی احتمال سرعت را برای ذره‌ای توصیف می‌کند که تحت تأثیر نیروی پسار (drag force) و نیروهای کاتوره‌ای قرار دارد. این معادله برای توصیف حرکت براونی به کار می‌رود و می‌توان آن را برای مشاهده‌پذیرهای دیگری به جز سرعت هم تعمیم داد.
این معادله به نام آدریان فوکر،
فیزیک‌دان هلندی 
و ماکس پلانک،
فیزیک‌دان آلمانی نام‌گذاری شده است،
و نام دیگر آن معادلهٔ پیشروی کولموگوروف است، به نام فیزیک‌دان اهل شوروی آندری کولموگوروف،
که نخستین بار این معادله را در مقالهٔ سال ۱۹۳۱ خود به کار برد.
این معادله وقتی که برای توصیف تابع چگالی احتمال مکان به‌کار برود به معادلهٔ اِسمولوکوفسکی معروف است.